# Weiss Berthold
Csepeli Weiss Berthold, születési nevén Weiss Baruch (Pest, 1845. október 5. – Budapest, 1915. március 11.) nagyiparos, szakíró, országgyűlési képviselő, Weiss Manfréd bátyja.

## Élete
Weiss B. Adolf és Kanitz Éva fiaként született zsidó származású családban. Középiskolái elvégzése után a kereskedelmi pályára lépett és 1880-tól a magyar nagyipar jelentékeny tényezője volt. Már 1876-ban tagja lett a tőzsdebíróságnak és nagy része volt a helyiérdekű vasutak létrehozásában, valamint a nyolcvanas évek ipartörvényeinek megalkotásában. Ugyanez időben testvérével, Manfréddal megalapította az első magyar konzervgyárat, valamint az ércáru- és tölténygyárat Csepelen és ugyanilyen gyárakat Berlinben is, továbbá Vácott kötő-és szövőgyárat. Részt vett a selmecbányai és kőszegi fegyvergyár újjászervezésében, a Danubius hajógyár és a rózsahegyi fonó- és szövőgyár megalapításában. A pénzintézetek vezetésében is nagy része volt s ő vetette fel a vidéki takarékpénztárak jelzálogbankjának tervét is. Vezetőségi tagja volt a Kereskedelmi és Iparkamarának, illetve a fővárosi bizottságnak. 1896-ban a magyarajtai kerület szabadelvű programmal országgyűlési képviselővé választotta. Ő kezdeményezte a Magántisztviselők Országos Nyugdíjintézetét, amelynek elnökévé választották. Díszelnöke volt a Pesti Lloyd-társulatnak. 1903-ban a közügyek terén szerzett érdemei elismeréséül a király udvari tanácsossá nevezte ki.

## Magánélete
Házastársa Blau Hermina (1858–1937) volt, Blau Lázár és Kaiser Mária lánya.
Gyermekei
- Weiss Erzsébet Éva (1880–1944).[4] Első házastársa erényi Ullmann Gyula (1872–1926) műépítész volt, akitől elvált. Második férje tószegi Tószeghy Imre mérnök volt.
- Weiss Jolán (1882–1935). Férje báró Madarassy-Beck Marcell (1873–1945) ügyvéd, bankigazgató volt.[5]
- dr. Weiss Béla Adolf (1885–1944)[6]

## Művei
- Közgazdasági és közegészségi állapotok, tekintettel Pestre (1869)
- A jegybankügy reformja, tekintettel az osztrák-magyar bankviszonyokra (1870, németül is)
- Kereskedelmi hódítások (1886, németül is)
- Budapest érdekei és a keleti vasút (1887)
- Az osztrák-magyar bank új alapszabályai (1898)
- Takarékpénztáraink reformja (1899)

## Arcképe
- Vasárnapi Ujság 1902. 12. számában